# Maurício Kubrusly
Maurício Kubrusly (Rio de Janeiro, 28 de setembro de 1945) é um jornalista brasileiro. 

## Biografia
Por 34 anos trabalhou na Rede Globo. Além de suas famosas matérias especiais para o Fantástico, Maurício cobriu eventos importantes para a emissora, como Copa do Mundo, Jogos Olímpicos, cerimônias do Oscar e o primeiro Rock in Rio, além de contar suas histórias para o jornalista Carlos Alberto Sardenberg, semanalmente no CBN Brasil.
Maurício conclui o segundo grau (ensino médio) e na época não havia um curso de graduação disponível para a área que lhe interessava, a de jornalismo. Quando o curso de jornalismo começou a ser ofertado pela Universidade de São Paulo, Kubrusly então prestou vestibular mas desistiu de cursar a graduação. Começou sua carreira como repórter do Jornal do Brasil, no Rio de Janeiro. Alguns anos depois, transferiu-se para São Paulo, onde se tornou diretor da sucursal paulista do jornal. Já em São Paulo, trabalha no Jornal da Tarde como editor da pauta de artes e espetáculos e, depois, na Rádio Excelsior FM, como diretor.
Durante dez anos, Kubrusly dirigiu a revista Somtrês, a primeira revista brasileira voltada para música.
Em janeiro de 2000, Kubrusly estreou o quadro Me Leva, Brasil no Fantástico, que visita diferentes localidades do país, mostrando costumes e características inusitadas dos locais. Em 2005, publicou livro de mesmo nome pela Editora Globo.
Em maio de 2013, foi anunciado como novo comentarista da Rádio CBN, passando a comentar no CBN Brasil, programa âncorado pelo jornalista Carlos Alberto Sardenberg.  Também nesse ano, foi homenageado pelo programa de televisão Pânico na Band com o quadro "A Dança do Maurício Kubrusly", que tornou o jornalista popular junto ao público infanto-juvenil.

### Saúde
Em novembro de 2016, Kubrusly sofreu um infarto e colocou dois stents no coração. Em maio de 2019, o jornalista não teve seu contrato renovado com a TV Globo e deixou a emissora. Em 20 de agosto de 2023, durante uma homenagem no Fantástico, foi revelado que o jornalista havia sido diagnosticado com demência frontotemporal.